# Кура (пароход, 1853)
«Кура» — вооружённый колесный пароход Каспийской флотилии Российской империи.

## Описание парохода
Колёсный пароход с железным корпусом. Длина судна по сведениям из различных источников составляла 45,72—45,8 метра, а ширина с обшивкой — 7—7,01 метра. На пароходе была установлена паровая машина мощностью 100 номинальных лошадиных сил. Первоначальное вооружение судна состояло из 7 орудий, но впоследствии число орудий менялось, в зависимости от назначения судна. Вообще вооружение судов Каспийской флотилии зависело от распоряжений главного местного начальства, смотря по надобностям края.

## История службы
Колёсный пароход «Кура», вместе с пароходом «Урал», был заложен в 1851 году на Камско-Воткинском заводе, в 1853 году спущен на воду. Механизм парохода был заказан на Екатеринбургской машинной фабрике в 1851 году Железный корпус судна был изготовлен корабельным мастером английским инженером Дженисом в 1852 году. В том же году им же на судно были установлены механизмы.
18 (30) октября 1853 года 100-сильные пароходы «Урал» и «Кура» прибыли с капитан-лейтенантом П. А. Брантом из Камско-Воткинского завода в порт Астрахань, имея на буксире две там же построенные железные баржи. По приемке все они вошли в состав Каспийской флотилии России.
В 1854 году пароход «Кура» выполнял почтовые рейсы по портам Каспийского моря. Так, под командованием капитан-лейтенанта Ф. П. Роткирха 15 (27) мая отправился от Астраханского порта в почтовый рейс и 4 (16) июля прибыл обратно в Астрахань с 42 пассажирами из Ленкорани. Во время плавания у него случилось повреждение машины, так что он достиг Астрахани на буксире парохода «Тарки».
В 1855 году механизмы пароходов «Кура» и «Урал» были исправлены (отремонтированы) на Камско-Воткинском заводе.
В 1856 году пароход «Кура» был обращён в транспортное судно, и до 1859 года использовался для перевозки грузов между портами Каспийского моря. В 1859 году, из-за неисправности машины, был временно обращён в парусный транспорт. В связи с чем как в «Списке русских военных судов с 1668 по 1860 год» Ф. Ф. Веселаго, так и во втором томе справочника «Российский парусный флот» А. А. Чернышёва упоминается в качестве парусного транспорта.
К концу 1859 года для парохода «Кура» на Екатеринбургской механической фабрике была изготовлена машина в 100 нарицательных сил, с котлами, но в навигацию 1859 года она в Астрахань доставлена не была.
 
По прибытии в 1860 году новой машины для парохода «Кура», временно обращённого в транспортное судно, с Екатеринбургского механического завода ведомства Министерства финансов в Астраханский порт,  корпус этого судна был вновь отделан плотничными и столярными работами.

Установка же механизма шла очень медленно, потому что многие части машины не были выверены на заводе; другие же доставлены или не пригнанными между собой, или не вполне оконченными, или сделанными не пропорционально и различных размеров, так что для каждой из них нужно было бы иметь отдельные запасные части; но ни запчастей, ни других необходимых принадлежностей доставлено не было; гребные же валы оказались короче, чем требовалось по чертежу.

Все эти недостатки заставили Астраханский порт многое переделать и сделать вновь, за свой счёт, на Астраханском механическом заводе, с затратами на рабочую силу 4730 руб. 92 коп.

Вследствие этих исправлений пароход мог быть испытан только в конце октября 1861 года. По окончании испытаний машину разобрали, причём на поршне воздушного насоса оказались трещины, так что для приготовления парохода к кампании 1862 года оказалось необходимым сделать: новый поршень, новые гребные валы, новые гребные колёса, все запасные части, а также произвести многие другие работы для устранения замеченных в механизме недостатков, которые были признаны как портовым начальством, так и главным инженер-механиком Балтийского флота,  и без выполнения которых механизм не мог быть признан пригодным к службе.
Все эти работы должны были быть сделаны Екатеринбургской механической фабрикой, на которой изготовлялся сам механизм. Но из-за удаленности её, а также других горных заводов, доставка с них частей механизма в Астрахань могла бы задержать изготовление парохода дольше предположенного срока. Поэтому, по согласованию управляющего Морским министерством с министром финансов, было разрешено вышеупомянутые работы по механизму парохода «Кура» произвести на Адмиралтейских Ижорских и на Астраханском механическом заводах, с отнесением необходимых на этот предмет расходов на счет средств, ежегодно ассигнуемых по горным сметам на увеличение цен по нарядам и на другие непредвиденные издержки, по заказам Морского министерства.

Два вала с мотылями и подушками, валы с подушками и запасные части были изготовлены на Адмиралтейских Ижорских заводах и отправлены в Астрахань в августе и ноябре 1861 г. Стоимость этих предметов составила 4062 руб. 87 1/4 коп., работы же, исполненные при Астраханском порте, обошлись в 8211 руб. 46 1/2 коп.

В навигацию 1862 года пароход «Кура», переделанный обратно из парусного транспорта снова в паровое судно, находился в плавании.
В 1872 году были установлены новые котлы, изготовленные на Ижорском заводе, и сняты имевшиеся 4 орудия.
В 1875 году пароход «Кура» был признан к плаванию негодным.
20 ноября (2 декабря) 1876 года судно было исключено из списков Каспийской флотилии.
В 1877 году по негодности и ненадобности для Каспийской флотилии управление командира Бакинского порта объявило, что железный корпус и механизм с паровыми котлами 100-сильного парохода «Кура», оценённого экспертами в 7265 рублей, будут продаваться. Торги проводились 15 сентября, с узаконенной через три дня переторжкой 19 сентября (1 октября) 1877 года, в присутствии управления командира Бакинского порта.

## Командиры парохода
Командирами парохода «Кура» в составе Российского императорского флота в разное время служили:
- капитан-лейтенант Ф. П. Роткирх (1853—1855 годы)[5][22];
- капитан-лейтенант П. А. Брант (1855—1856 годы)[23][24];
- капитан-лейтенант М. П. Комаровский (1856—1856 годы)[25];
- лейтенант, с 1856 года капитан-лейтенант К. А. Бибиков (1856—1862 годы)[26][27][3];
- капитан-лейтенант М. П. Семенов (1859 год)[3][28];
- капитан-лейтенант, с 1865 года капитан 2-го ранга И. П. Левицкий (1862—1866 годы)[29]; 14 января 1863 года за отличную распорядительность, оказанную при перевозке временно-отпускных нижних чинов сухопутного ведомства на Кавказ в 1862 году, командир парохода «Кура» капитан-лейтенант 44-го флотского экипажа Иван Левицкий 2-й был пожалован орденом св. Станислава 2-й степени[30];
- капитан-лейтенант князь К. И. Кекуатов (1866—1867 годы)[31];
- капитан 2-го ранга, с 1869 года капитан 1-го ранга П. М. Зайкин (1867—1871 годы)[32][33][3];
- капитан 2-го ранга Я. П. Сидоров (1871—1873 годы)[34][35]; в 1-й день января 1872 года всемилостивейше пожалован командиру парохода «Кура» капитану 2-го ранга Якову Сидорову орден св. Станислава 2-й степени с императорской короной[36];
- капитан-лейтенант В. А. Ладыженский (1873—1875 годы)[37][38][39].

### Комментарии
1. ↑  150 футов[1].
2. ↑  23 фута[1].
3. ↑  В «Списке русских военных судов с 1668 по 1860 год» Ф. Ф. Веселаго и втором томе справочника «Российский парусный флот» А. А. Чернышёва спуск судна датируется 1852 годом[1][3].
4. ↑  В «Списке русских военных судов с 1668 по 1860 год» Ф. Ф. Веселаго и втором томе справочника «Российский парусный флот» А. А. Чернышёва указываетс корабельный мастер Джонсон[1][3].
5. ↑  командир парохода «Урал» в 1853 году.